# Hèches
Hèches (okzitanisch Hèishas) ist eine französische Gemeinde mit 589 Einwohnern (Stand: 1. Januar 2022) im Département Hautes-Pyrénées in der Region Okzitanien. Sie gehört zum Arrondissement Bagnères-de-Bigorre und zum Gemeindeverband Plateau de Lannemezan. Die Bewohner werden Héchois genannt.

## Geografie

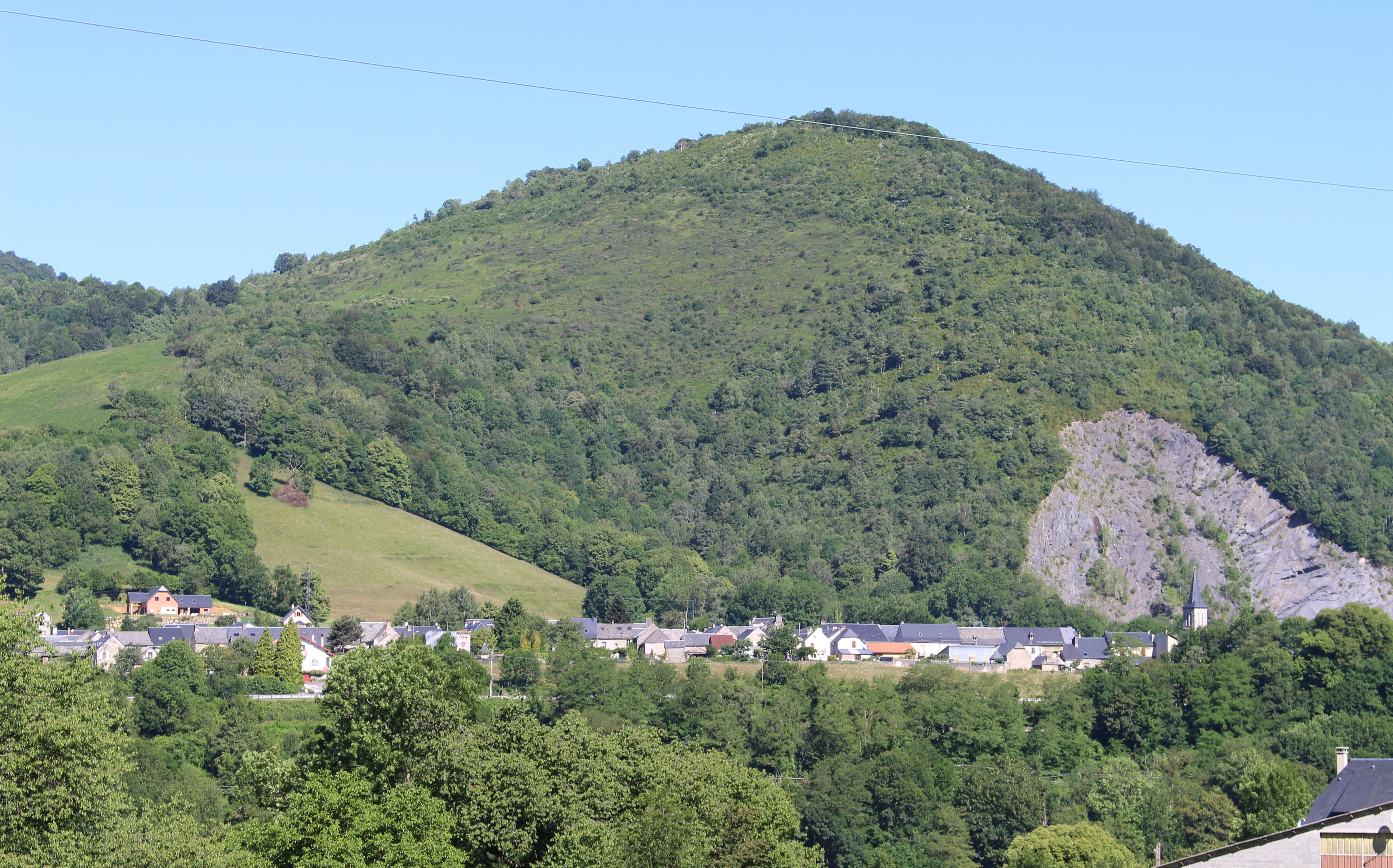
Hèches
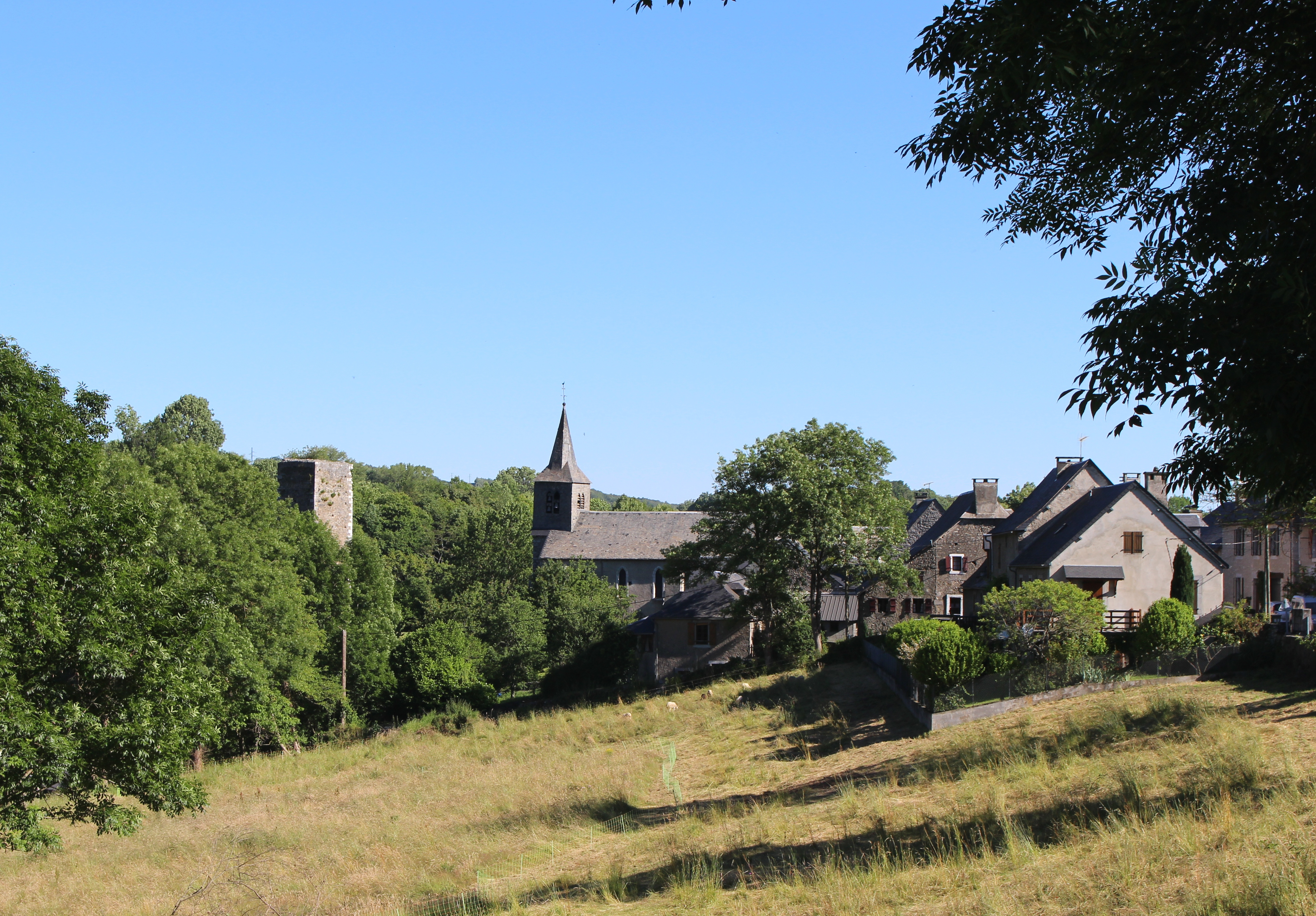
Hèchettes
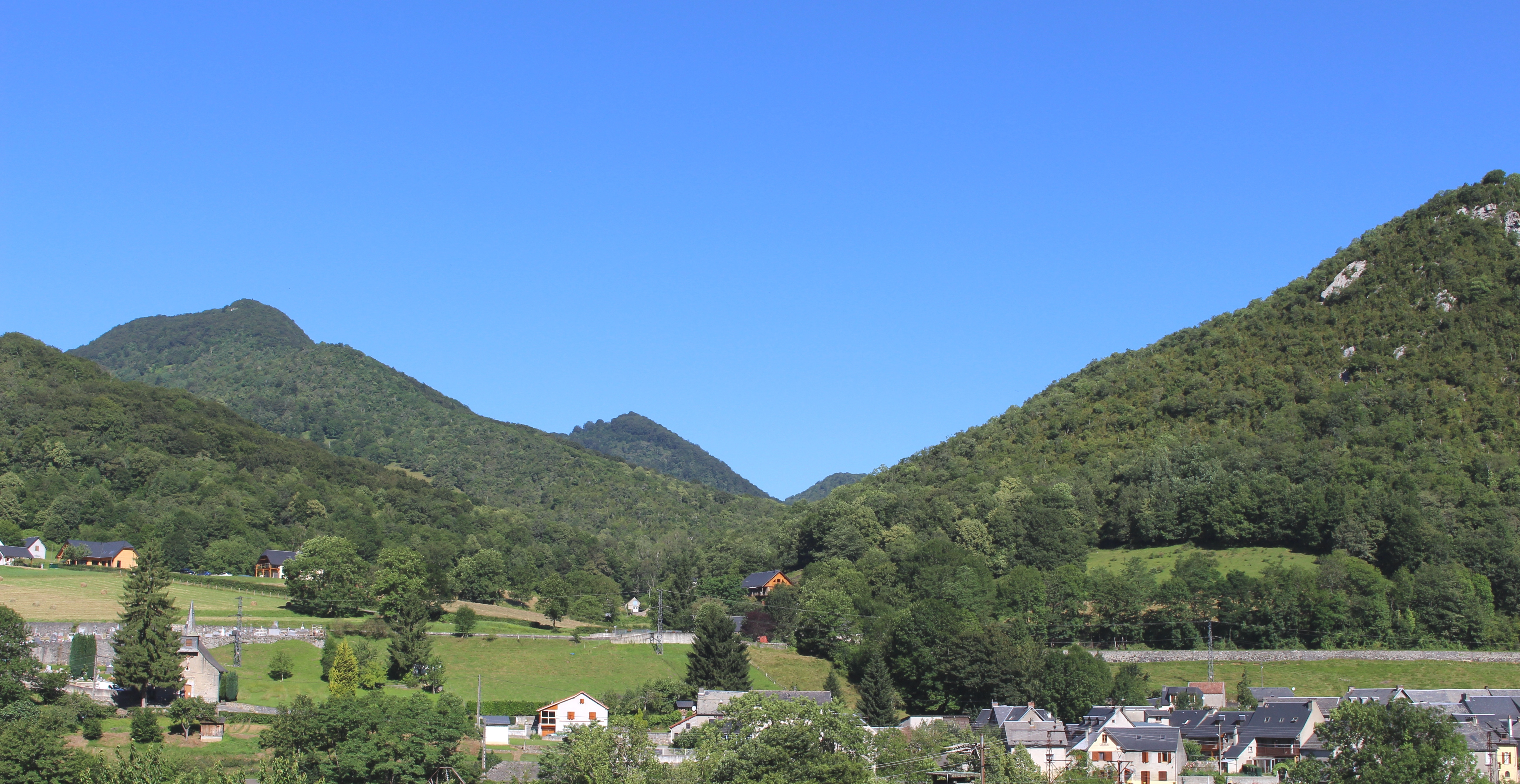
Rebouc

Die Gemeinde Hèches liegt in den Pyrenäen in der Landschaft Bigorre am Fluss Neste, etwa zehn Kilometer südlich von Lannemezan und 45 Kilometer nördlich der Grenze zu Spanien. Das 35,44 km² umfassende Gemeindegebiet erstreckt sich über einen fünf Kilometer langen Abschnitt des Nestetales sowie über mehrere Seitentäler und die dazwischen liegenden bewaldeten Berge, die im Norden der Gemeinde Höhen von über 1000 Metern, im Süden von über 1500 Metern über dem Meer erreichen. Den höchsten Punkt markiert mit 1900 m der Cap de Castillon im Südwestzipfel des Gemeindeareals. Links bzw. westlich wird die Neste vom Canal de la Neste begleitet, der über das Plateau von Lannemezan andere Flüsse dotiert, die im Sommer wenig Wasser führen. Zur Gemeinde gehören die drei Dörfer Hèches, Héchettes und Rebouc sowie mehrere kleine Weiler und einzelne Bergbauernhöfe.
Die höchsten Berggipfel in der Gemeinde Hèches:
| westlich des Nestetales: - Cap de Castillon 1900 m - Plo de Berdaoulou 1781 m - Cap de Paou 1769 m - Pic d’Arneille 1269 m - Crête de Suberpène 1268 m (Felsformation) - Le Plagnet 1213 m - Le Mouné 1146 m - Cap de Brouca 1136 m - Plat de la Peyre 1093 m - Le Pourrasse 932 m - Mont Aurous 801 m | östlich des Nestetales: - Borne des Trois Seigneurs 1516 m - Pène Haute 1451 m - Tieux 1379 m - Cap d’Estivère 1211 m - Mail de Gat 1138 m - Pic de Picharot 1129 m - Cap du Mont 1121 m - Cap de Curreu 1102 m |  |  |

Umgeben wird Hèches von den Nachbargemeinden Bazus-Neste im Norden, Mazouau, Gazave und Bize im Nordosten, Nistos im Osten, Sarrancolin im Süden, Beyrède-Jumet-Camous im Südwesten, Esparros im Westen sowie Labastide und Lortet im Nordwesten.

## Ortsname
Eine erse Erwähnung des Ortes erfolgte im Jahr 1333 als Feyssas. 1387 folgte die lateinische Bezeichnung De Fexis. Schließlich erschien auf einer Cassini-Karte Ende des 18. Jahrhunderts der Name Heches. Im Gaskognischen hieß der Ort hèisha = Landstreifen.

## Bevölkerungsentwicklung
| Jahr      | 1962 | 1968 | 1975 | 1982 | 1990 | 1999 | 2006 | 2012 | 2021 |
| --------- | ---- | ---- | ---- | ---- | ---- | ---- | ---- | ---- | ---- |
| Einwohner | 664  | 627  | 548  | 536  | 553  | 580  | 615  | 597  | 601  |

Im Jahr 1856 wurde mit 1641 Bewohnern die bisher höchste Einwohnerzahl ermittelt. Die Zahlen basieren auf den Daten von cassini.ehess und INSEE.

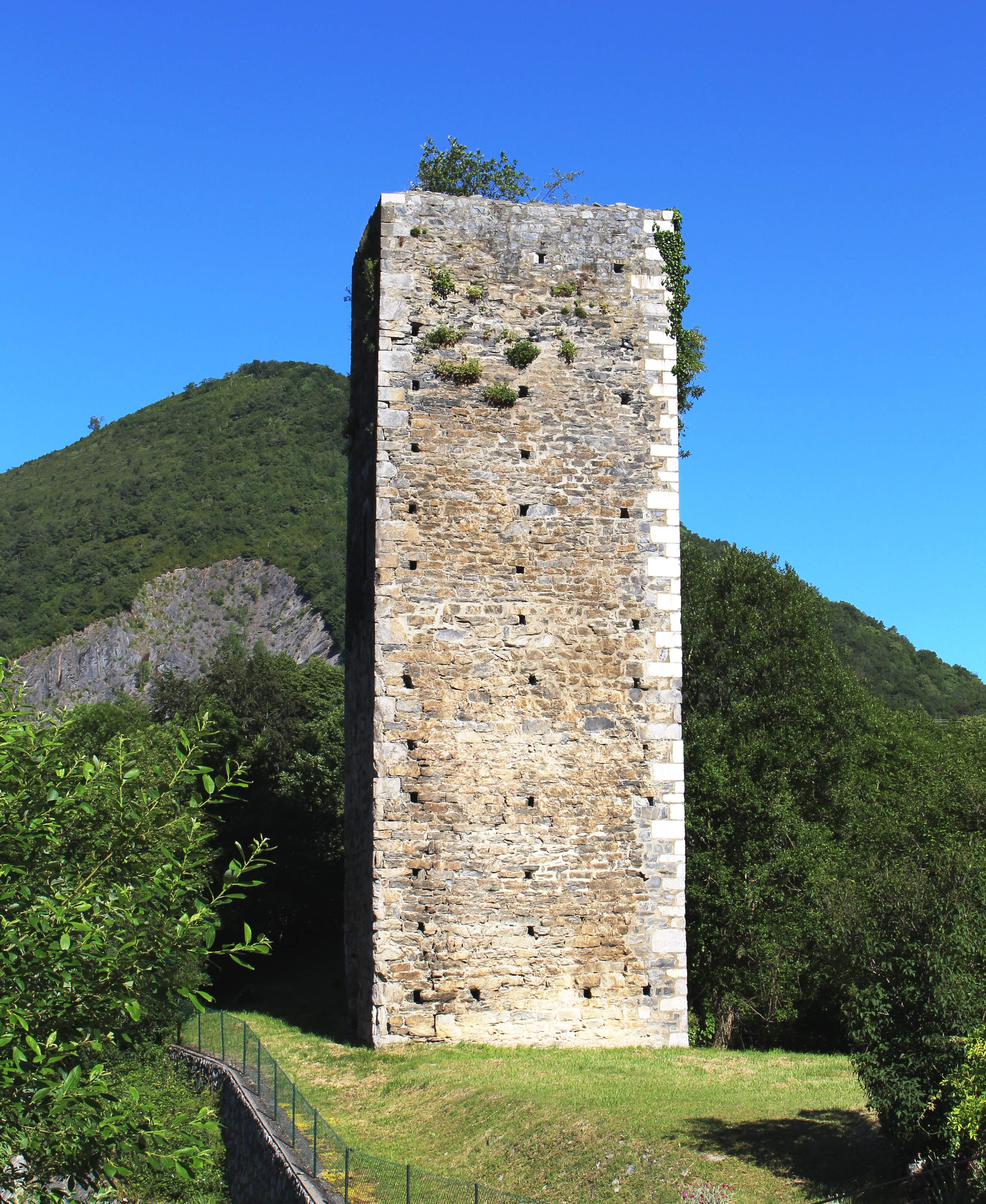
Turmruine des Château de Hèches

## Sehenswürdigkeiten

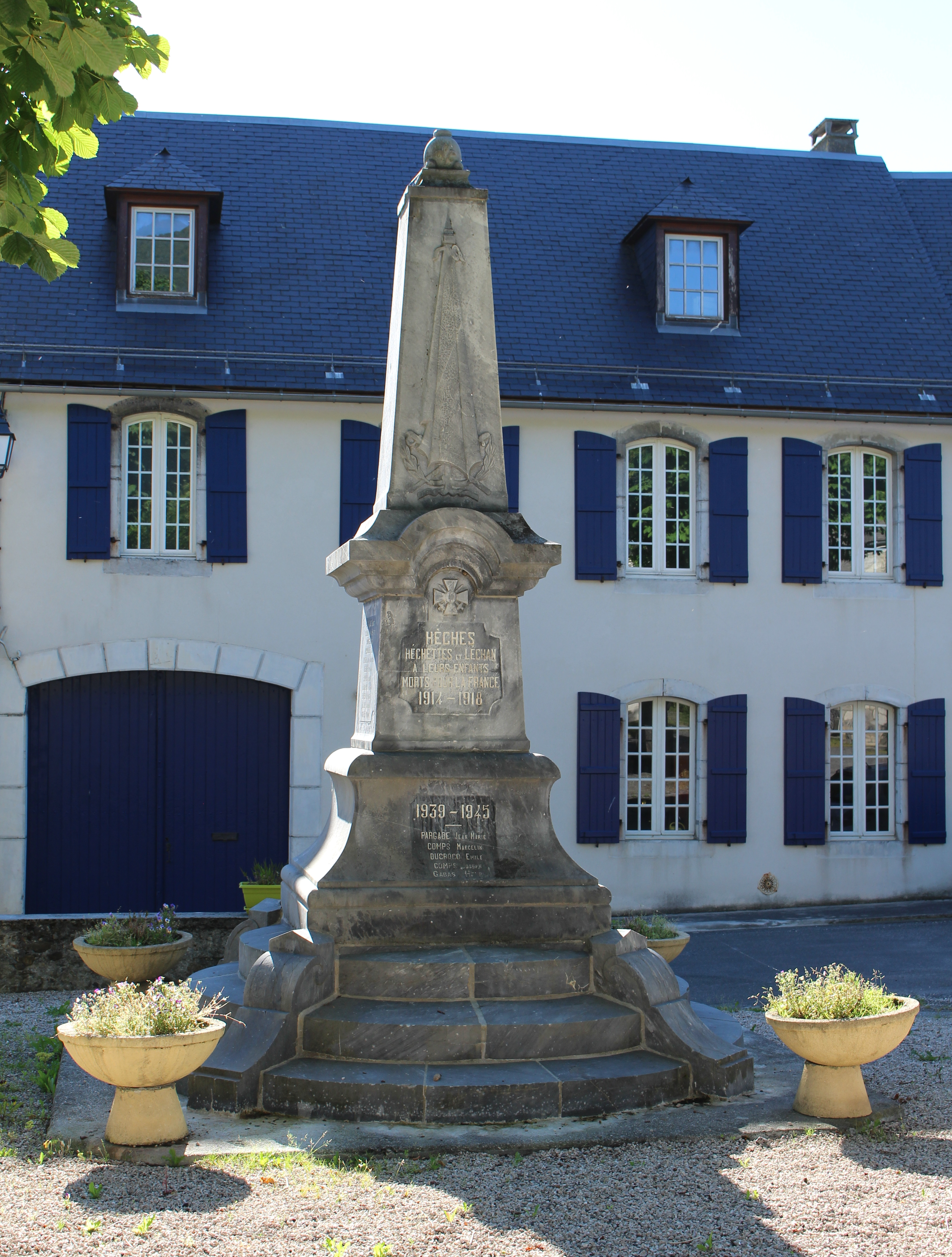
Gefallenendenkmal in Hèches

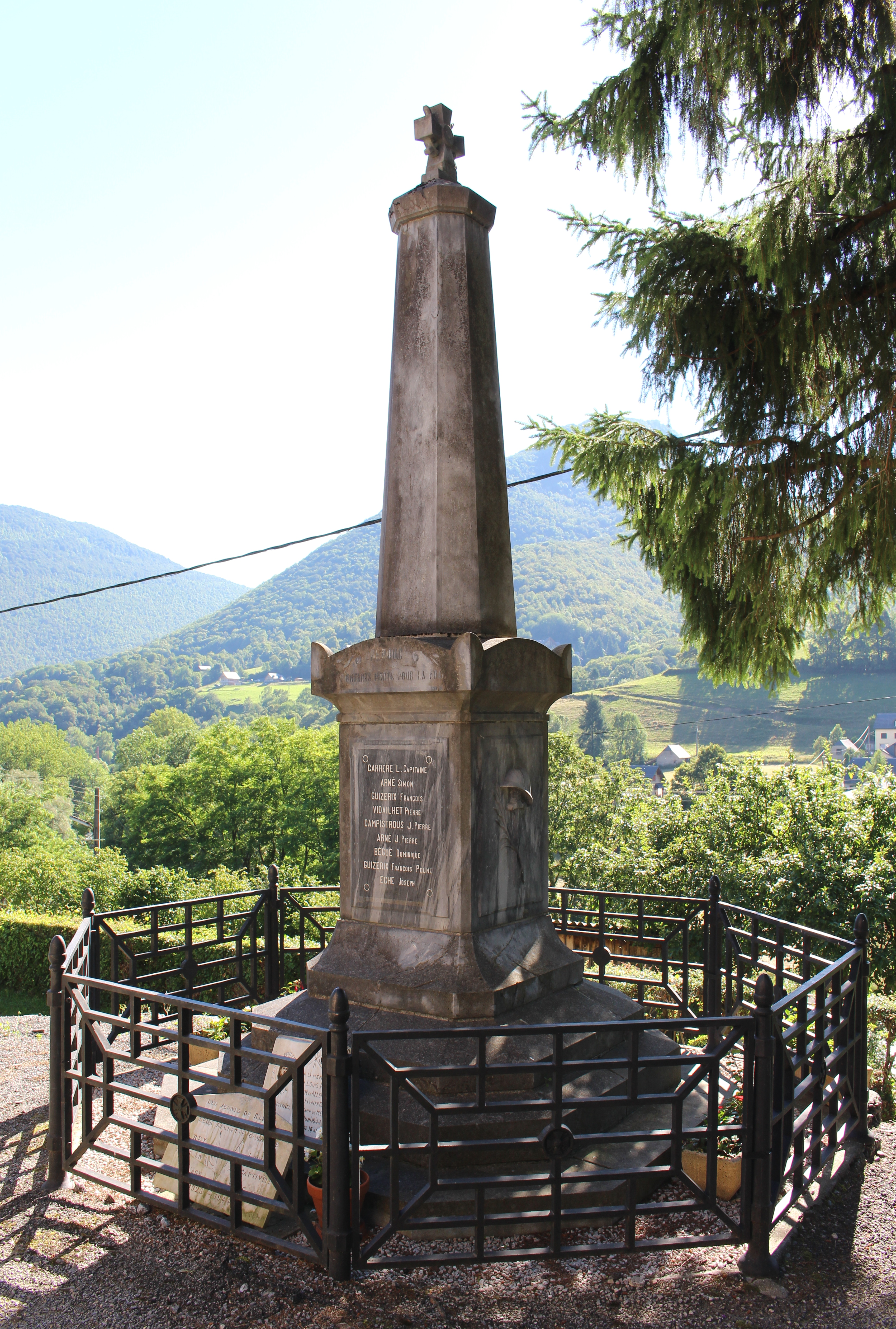
Gefallenendenkmal in Rebouc

- Kirche Saint-Pierre im Dorf Hèches
- Kirche Saint-Ebons im Durf Rebouc
- Kirche Saint-Pierre im Dorf Hèchettes
- Überreste des Schlossturmes
- mehrere Waschhäuser (Lavoirs)
- zwei Denkmale für die Gefallenen der Weltkriege
- mehrere Schutzhütten für Bergwanderer
- mehrere Wegkreuze

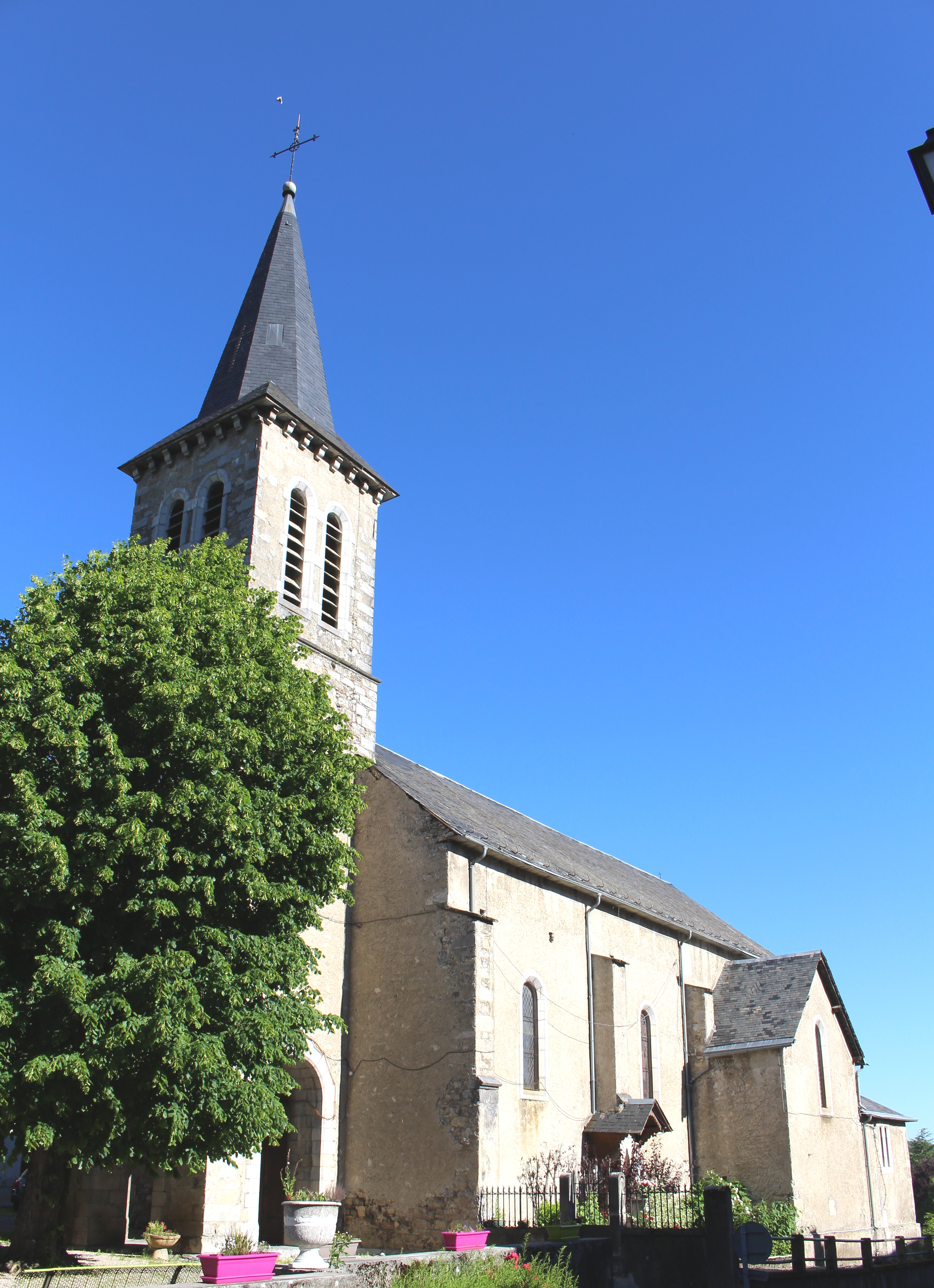
Kirche Saint-Pierre im Dorf Hèche
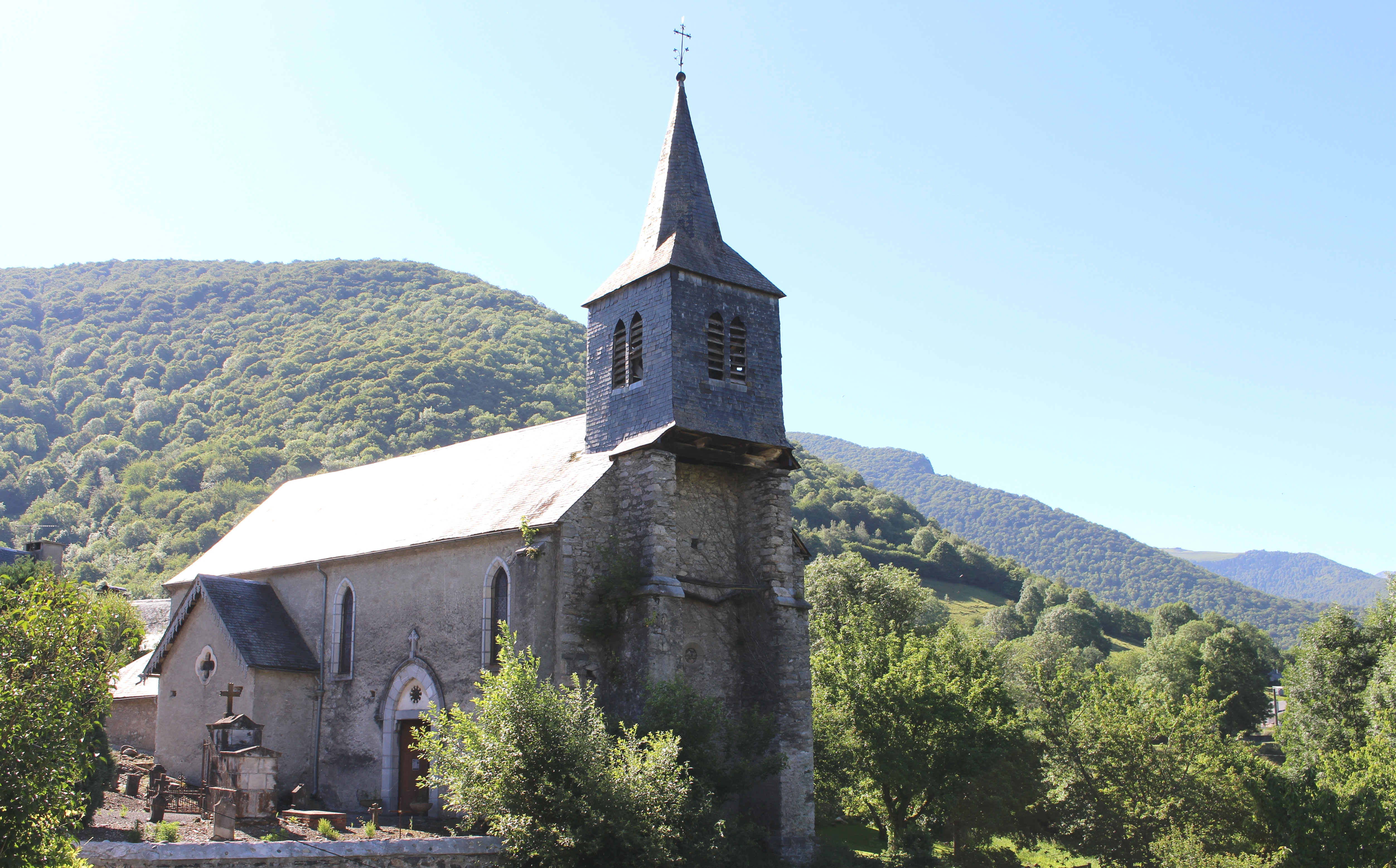
Kirche Saint-Pierre im Dorf Hèchettes
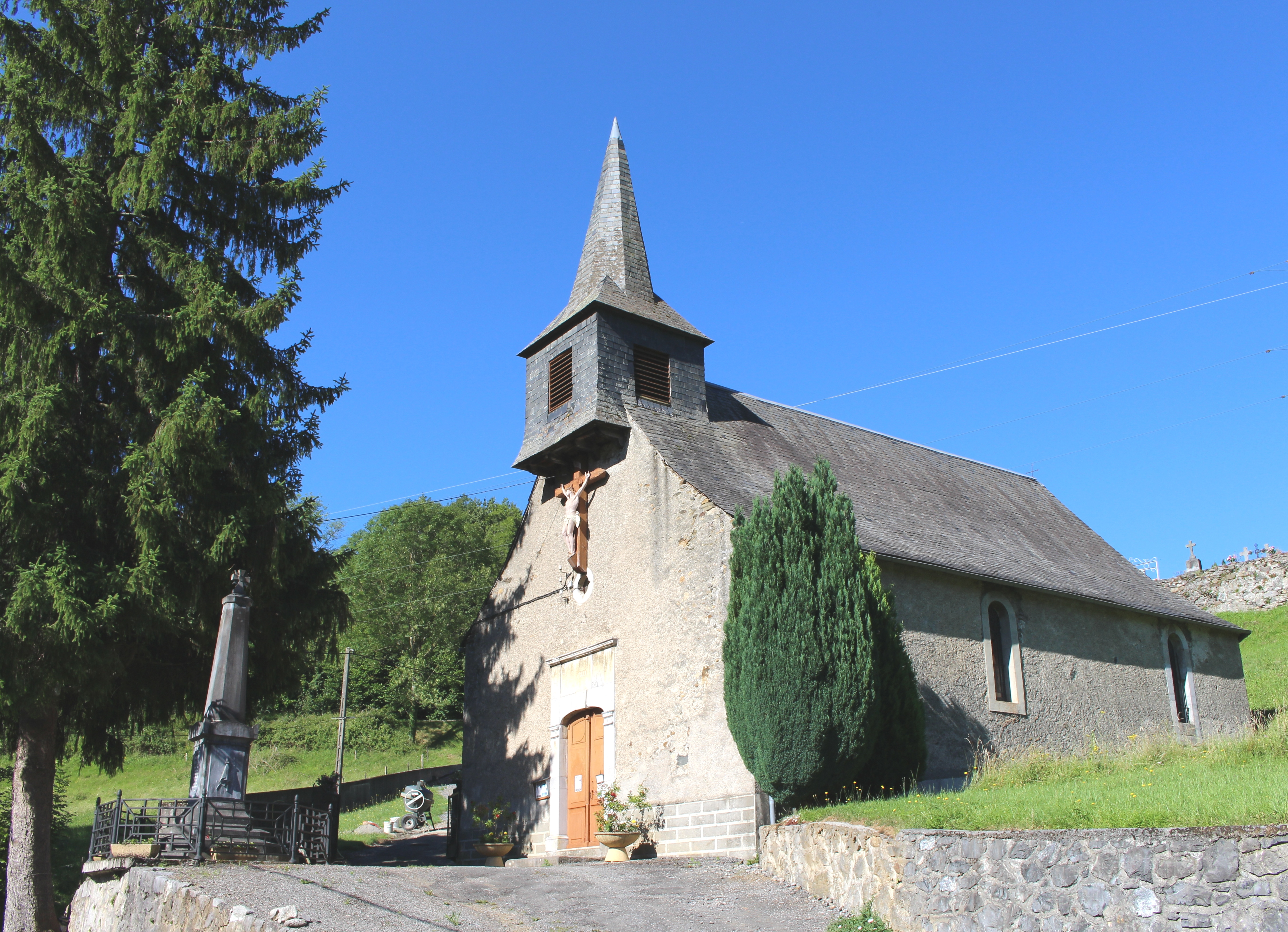
Kirche Saint-Ebons im Durf Rebouc

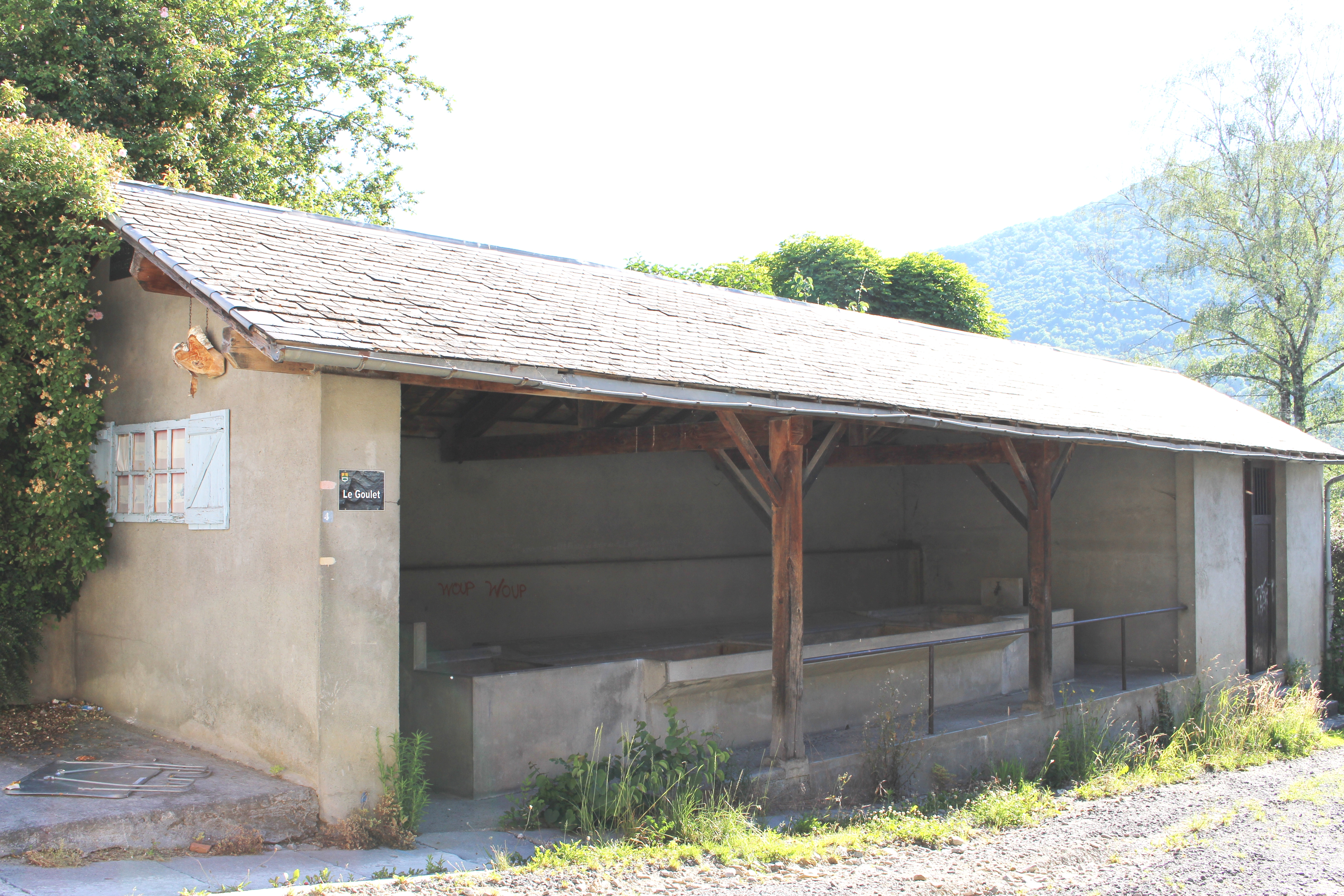
Lavoir in Hèches
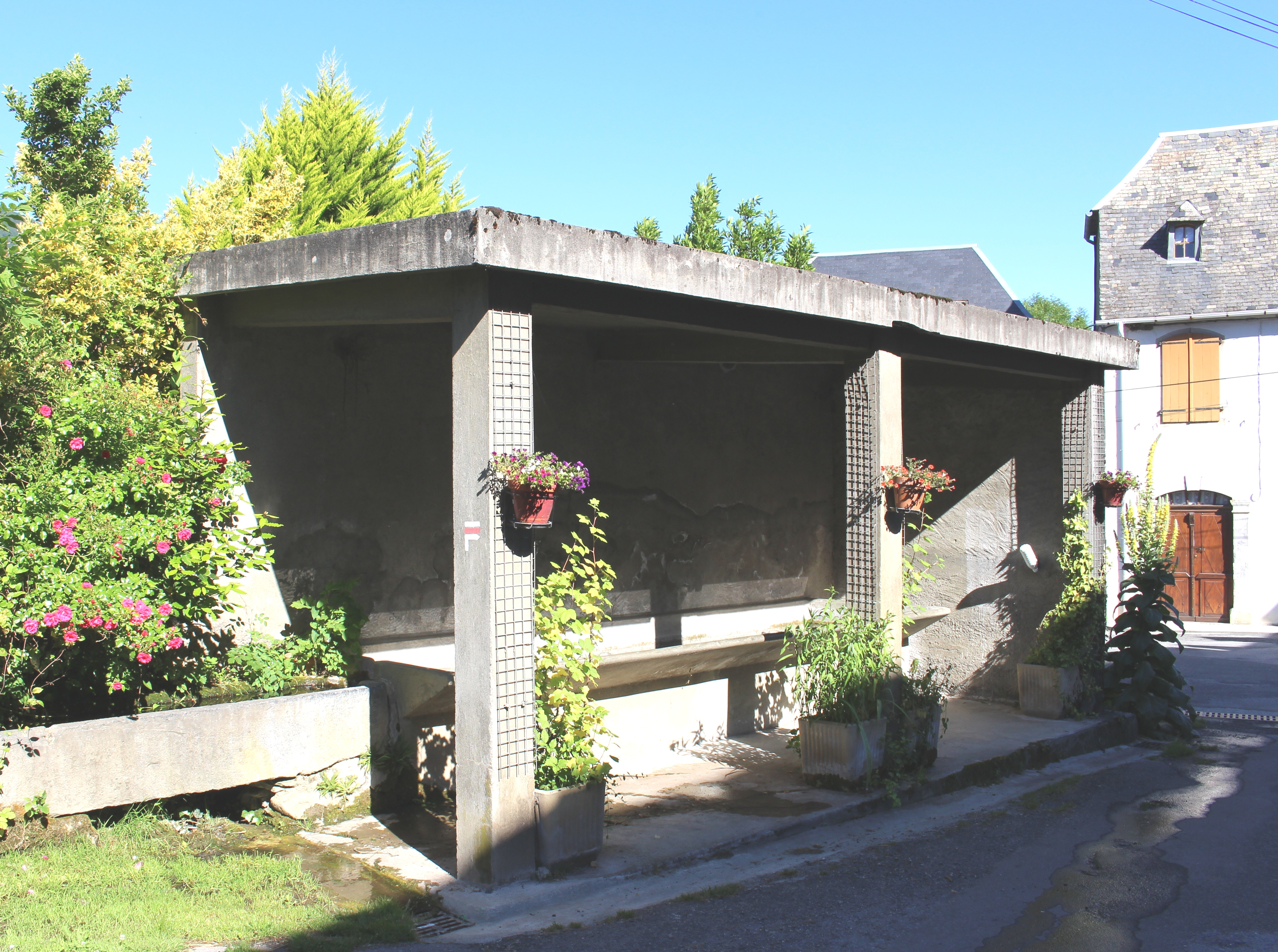
Lavoir in Héchettes
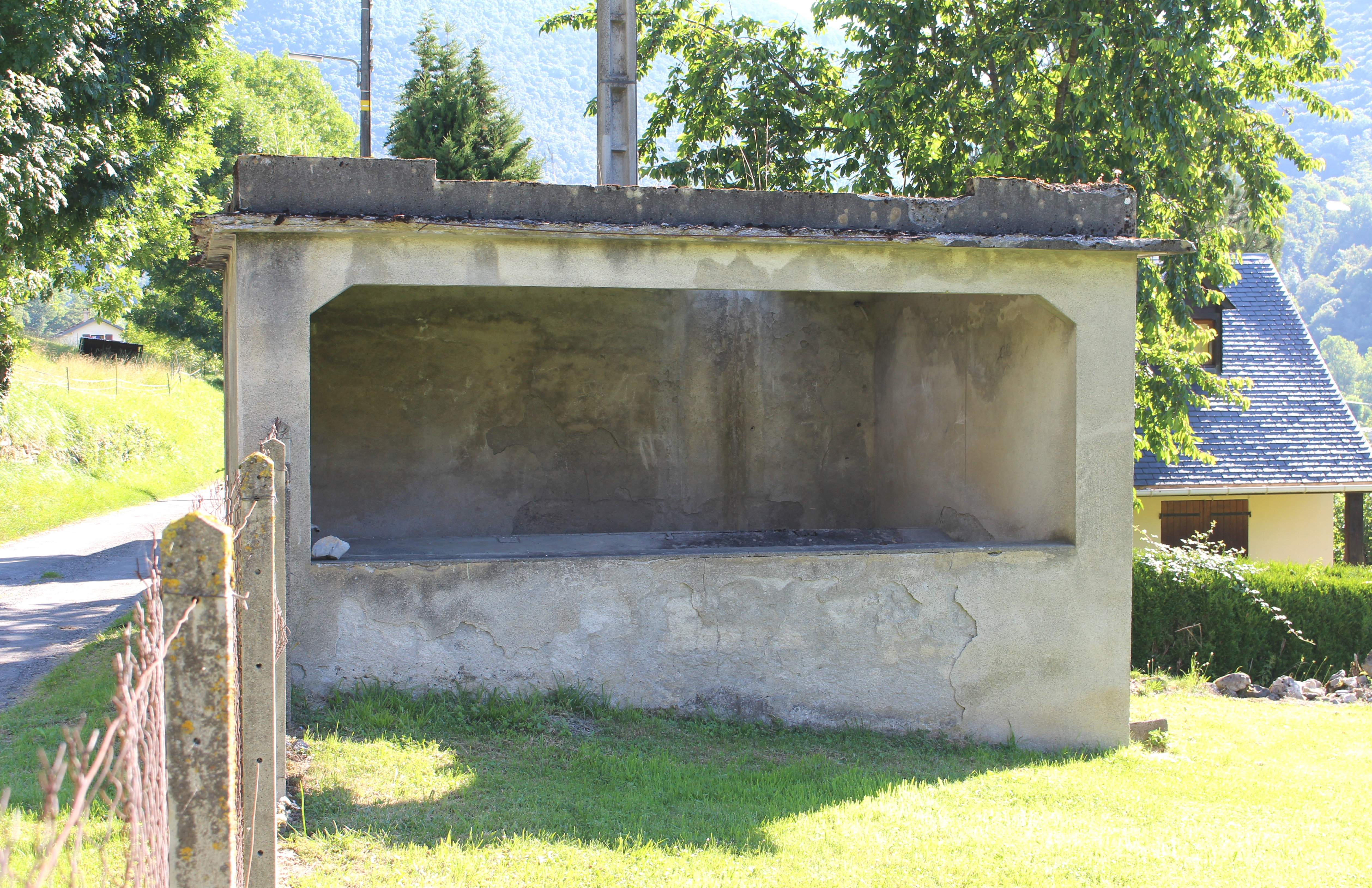
Lavoir in Rebouc
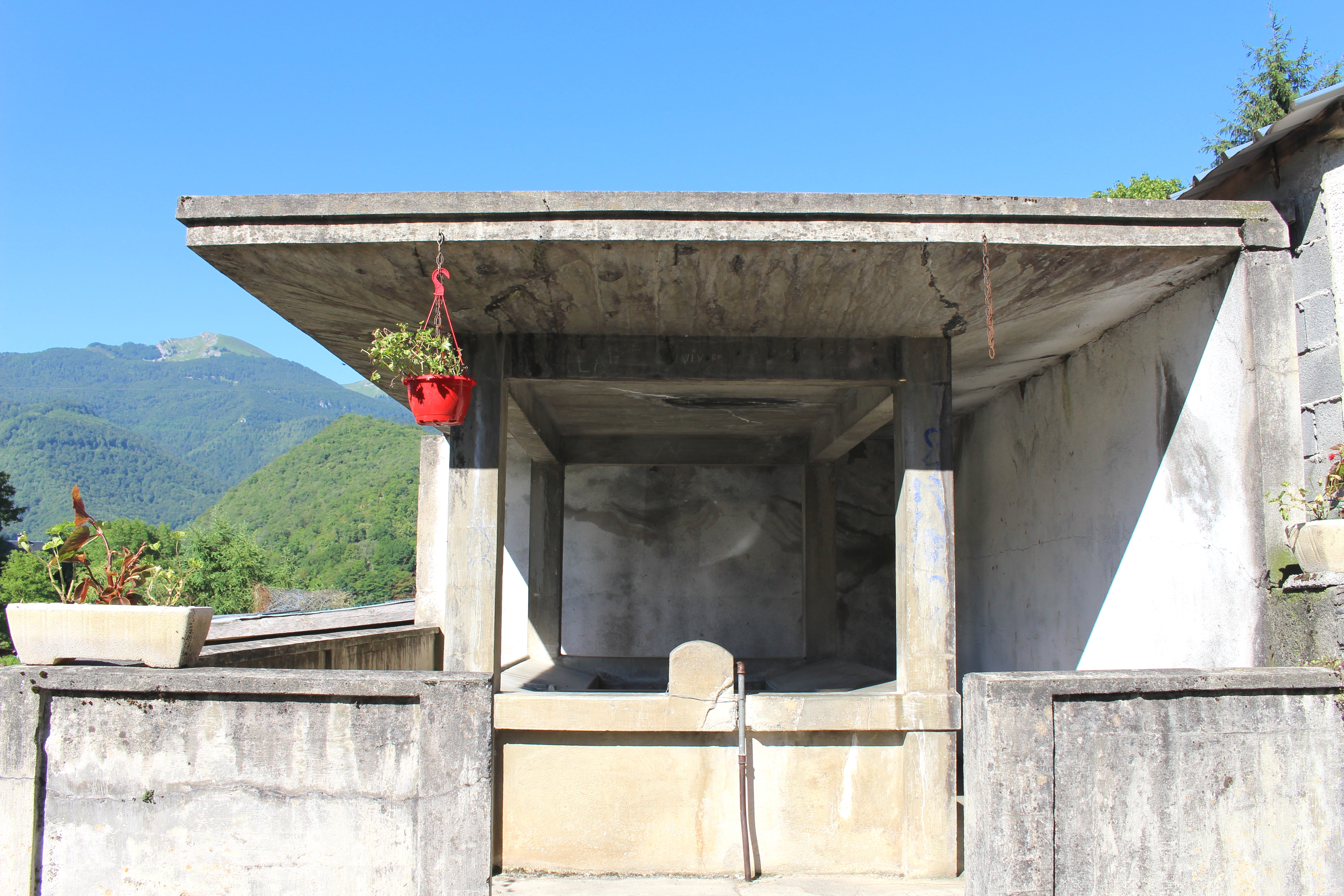
Lavoir im Ortsteil Léchan

## Wirtschaft und Infrastruktur
In Hèches gibt es eine Grundschule, ein Postamt und einige kleine Geschäfte. In der Gemeinde sind 23 Landwirtschaftsbetriebe ansässig (Getreide- und Gemüseanbau, Rinder-, Ziegen- und Schafzucht). Darüber hinaus entwickelt sich der Tourismusbereich in Form von Ferienhausvermietungen.
Durch Hèches führt in Nord-Süd-Richtung die Fernstraße D 929 von Lannemezan ins spanische Bielsa. Weitere Straßenverbindungen bestehen nach Bazus-Neste, Mazouau, Esparros, Labastide und Lortet. In der zehn Kilometer entfernten Stadt Lannemezan besteht ein Anschluss an die Autoroute A 64; der Bahnhof Lannemezan liegt an der Bahnstrecke Toulouse–Bayonne. Dem Nestetal folgend bestand von 1897 bis 1969 die Bahnstrecke Lannemezan–Arreau. An dieser Strecke hatte Hèches einen Bahnhof und der Ortsteil Rebouc einen Haltepunkt

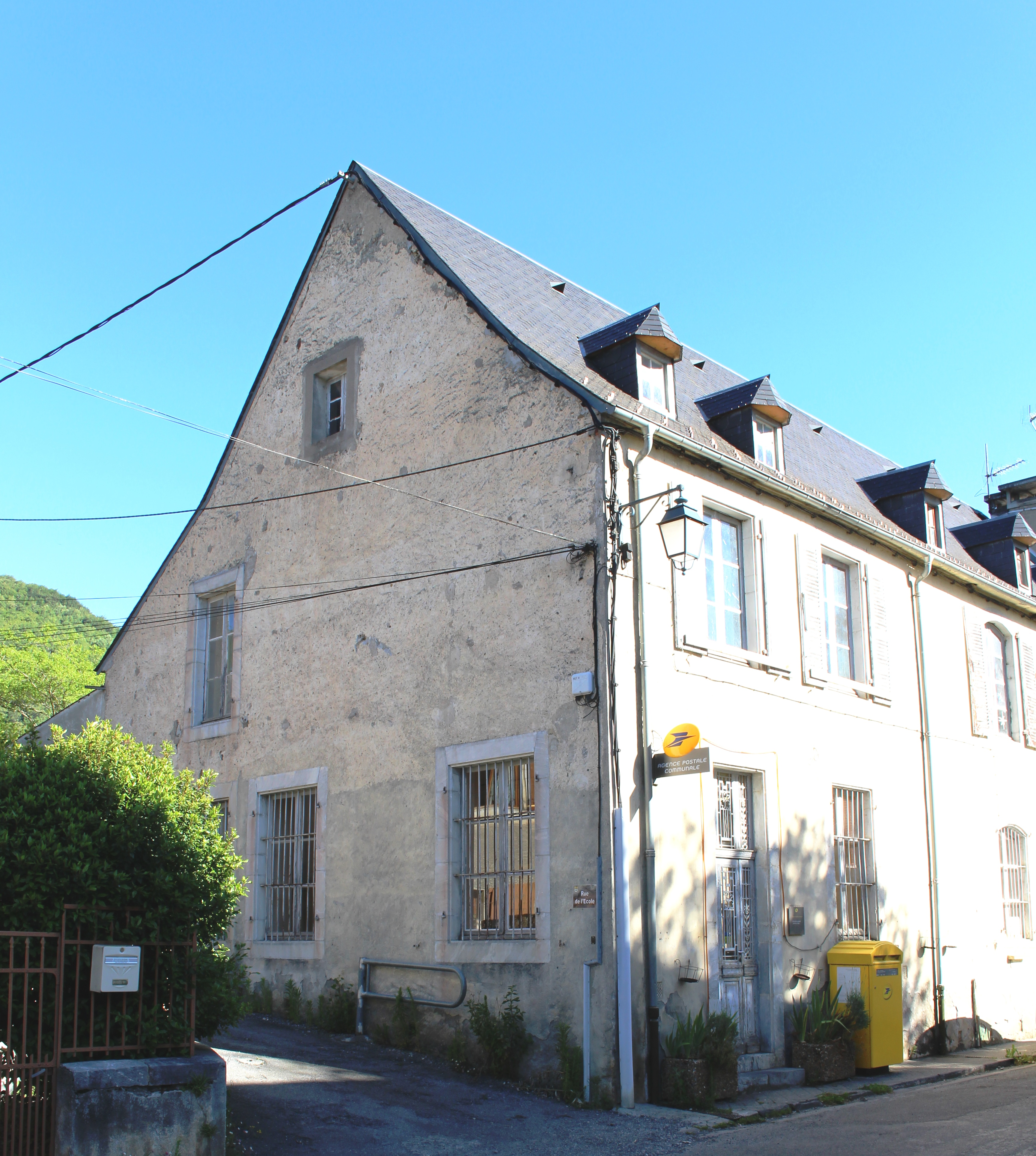
Postamt Hèches
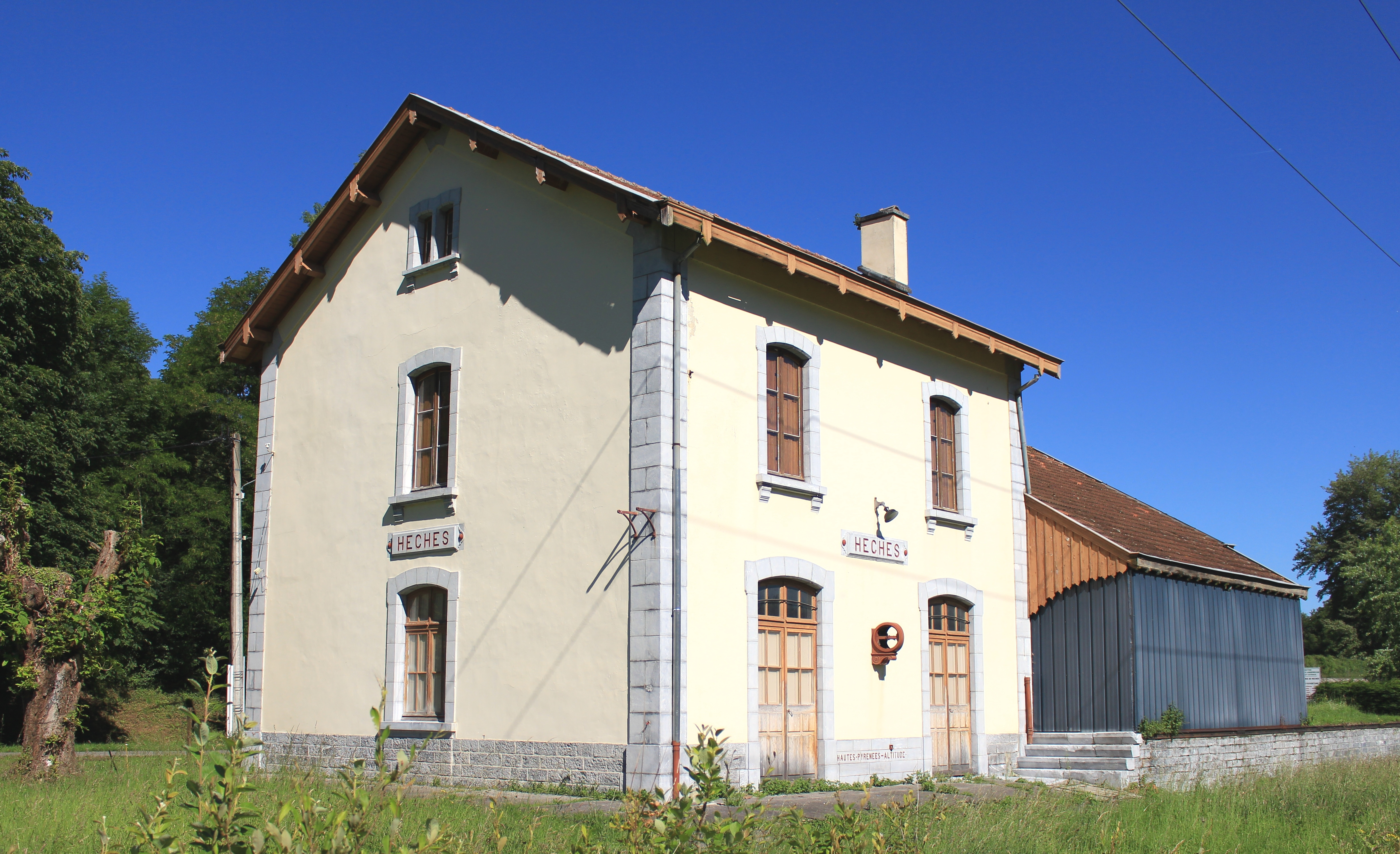
Ehemaliger Bahnhof Hèches

## Belege
1. ↑  Michel Grosclaude, Jean-Francois Le Nail: Dictionnaire toponymique des communes des Hautes-Pyrénées, Tarbes, Conseil Général des Hautes-Pyrénées, 2000 (Toponymisches Wörterbuch der Gemeinden der Hautes-Pyrénées). ISBN 2-9514810-1-2
2. ↑  Hèches auf cassini.ehess.fr
3. ↑  Hèches auf INSEE
4. ↑  Landwirtschaftsbetriebe auf annuaire-mairie.fr